# 学生城站
学生城站（德語：U-Bahnhof Studentenstadt）是慕尼黑地铁6号线位于施瓦宾-弗莱曼的一座车站，位于老荒原站和弗莱曼站之间，毗邻拥有两万多学生居住的慕尼黑学生城。该车站的站台为岛式站台，站台仅有一个出口，在高峰时期人流密集时较为拥堵。学生城站附近有同名公交车站，可换乘50路、177路、231路等公交线路。